# Salvia hierosolymitana
Salvia hierosolymitana is een vaste, kruidachtige plantensoort uit het oostelijke Middellandse Zeegebied, die behoort tot de lipbloemenfamilie. Het is een soort salie die normaal gesproken op een rotsachtige bodem groeit, in het open veld of te midden van laaggroeiend struikgewas.

## Kenmerken
De plant vormt boven de bodem een bolvormige hoop bladeren van ongeveer 50 cm doorsnee. De licht behaarde bladeren zijn eirond en worden 20 tot 30 cm lang met duidelijk ontwikkelde nerven aan de onderkant. Uit de bolvormige hoop groeien vierkante, ongeveer 40 cm lange stengels, waaraan de bloemen groeien.
De bloemen zijn tot 3 cm groot en grotendeels wijnrood van kleur. Ze groeien met 2 tot 6 in aan de stengel bevestigde verticilla. Zoals bij alle lipbloemen zijn de kroonbladeren vergroeid tot een zygomorf geheel met een duidelijke onder- en bovenlip. De onderlip is wit van kleur met wijnrode stippen. De bloemkelken zijn groen met rode aders en hebben schutbladeren die rode uiteinden hebben. De ribben van de stengels hebben ook een rode kleur.

## Voorkomen
Salvia hierosolymitana komt van nature voor in het oostelijkste deel van het Middellandse Zeegebied.
De wetenschappelijke soortnaam (hierosolymitana) is afgeleid van de Latijnse naam voor de stad Jeruzalem. De soort wordt gevonden in Israël en de Palestijnse Gebieden, Jordanië, Syrië, Libanon en op Cyprus.
... · S. divinorum · S. elegans (Ananassalie) · S. glutinosa (Kleverige salie) · S. hierosolymitana · S. obtusata · S. officinalis (Echte salie) · S. pratensis (Veldsalie) · S. rosmarinus (Rozemarijn) · S. sclarea (Scharlei) · S. verbenaca (Kleinbloemige salie) · S. verticillata (Kranssalie) · ...